# イタリア共和国功労勲章
イタリア共和国功労勲章（イタリアきょうわこくこうろうくんしょう、伊：Ordine al merito della Repubblica Italiana）は、イタリア共和国の勲章。共和制移行に伴い1951年に制定された。共和国大統領をその長とする騎士団（ordine オルディネ）の形式をとり、各分野で功労のあった個人に対して大統領から授与される。国内のみならず、外国人にも積極的に授与されている。

## 等級

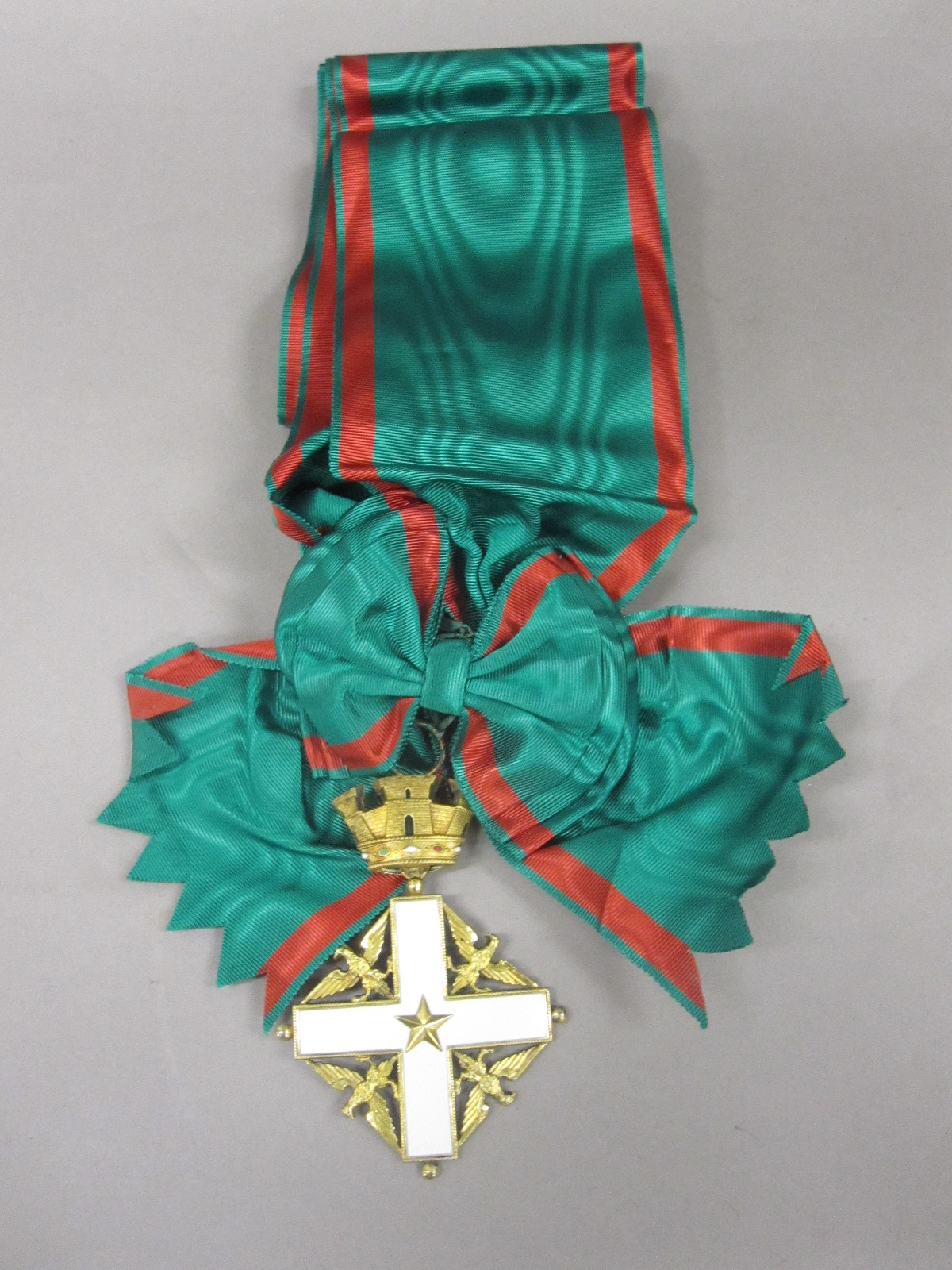
イタリア共和国功労勲章

等級は上から順に
1. カヴァリエーレ・ディ・グラン・クローチェ・デコラート・ディ・グラン・コルドーネ（Cavaliere di gran croce decorato di gran cordone）
2. カヴァリエーレ・ディ・グラン・クローチェ（Cavaliere di gran croce）
3. グランデ・ウッフィチャーレ（Grande ufficiale）
4. コンメンダトーレ（Commendatore）
5. ウッフィチャーレ（Ufficiale）
6. カヴァリエーレ（Cavaliere）

の6階級。カヴァリエーレ・ディ・グラン・クローチェ・デコラート・ディ・グラン・コルドーネ受勲者が専ら大統領および大統領経験者であるため、カヴァリエーレ・ディ・グラン・クローチェが実質的な最高位である。外国の民間人に対してはグランデ・ウッフィチャーレが一部の例外を除き最高位とされている。

## 主な受章者

### 主な日本人受章者
順序は五十音順。

#### カヴァリエーレ・ディ・グラン・クローチェ・デコラート・ディ・グラン・コルドーネ
- 明仁天皇（現明仁上皇）
- 昭和天皇

#### カヴァリエーレ・ディ・グラン・クローチェ
- 秋篠宮文仁親王
- 大屋晋三（政治家・事業家）
- 桂宮宜仁親王
- 黒澤明（映画監督）
- 高円宮憲仁親王
- 寬仁親王
- 常陸宮正仁親王
- 三笠宮崇仁親王
- 甘利明（政治家）

#### グランデ・ウッフィチャーレ
- 安藤忠雄（建築家）
- 飯島幡司（経済学者、実業家）
- 池田大作（創価学会名誉会長・創価学会インタナショナル会長）
- 石川六郎（事業家）
- 伊藤宗一郎（政治家）
- 入江相政（侍従長）
- 小渕恵三（政治家）
- 鎌倉節（政治家）
- 斎藤十朗（政治家）
- 榊原定征（実業家）
- 桜内義雄（政治家）
- 鈴木善幸（政治家）
- 塩野七生（小説家）
- 白井克彦（工学博士）
- 丹下健三（建築家）
- 富田朝彦（宮内庁長官）
- 中川牧三（音楽家）
- 額賀福志郎（政治家）
- 橋本龍太郎（政治家）
- 福原義春（事業家）
- 福田一（政治家）
- 古川貞二郎（内閣官房副長官）
- 前田勝之助（事業家）
- 村岡兼造（政治家）

#### コンメンダトーレ
- 秋山余思（イタリア語学者）
- 喜多俊之（プロダクトデザイナー）
- 澤上篤人（長期投資家）
- 鈴木幸一（東京・春・音楽祭実行委員会実行委員長）
- 関孝弘（ピアノ演奏家）
- 中丸三千繪（オペラ歌手）
- 福井崇時（物理学者）
- 藤澤房俊（歴史学者）
- 藤原義江（オペラ歌手）
- 松田芳穂（実業家、自動車収集家）
- 嶺貞子（声楽家）
- 宮嶋勲（ワインジャーナリスト）
- 和田忠彦（文学者）
- ヤマザキマリ（漫画家）

#### カヴァリエーレ
- 落合務（調理師）
- 小野千枝子（舞踏家）
- 高田和文（イタリア演劇学者）
- 多田宏（合気道家）
- 中田英寿（プロサッカー選手）
- 皆川達夫（音楽史家）
- 森谷哲也（実業家）
- 若桑みどり（美術史学者）